# Плейона (океанида)
Плейона (др.-греч. Πληιόνη, позже Πλειόνη) — персонаж древнегреческой мифологии, океанида, дочь титанов Океана и Тефиды.
Жена титана Атланта. Мать семи плеяд (Алкиона, Келено, Майя, Меропа, Стеропа (Астеропа), Тайгета и Электра). Родила их в Киллене (Аркадия).
Также, по версиям, мать Гианта (Гиаса), гиад и Калипсо.
Охотник Орион, преследуя плеяд, погнался за Плейоной со своим псом, когда она с дочерьми проходила по Беотии, и преследовал их семь лет (либо пять месяцев). Зевс сжалился над плеядами и поместил их среди созвездий.
Именем Плейоны названа звезда в скоплении Плеяд.